# Giả thuyết thế giới công bằng
Nguỵ biện thế giới công bằng hay giả thuyết thế giới công bằng là một thiên kiến nhận thức. Theo thiên kiến này, những hành vi của một cá nhân sẽ có khuynh hướng tự nhiên dẫn tới hệ quả công bằng về đạo đức, từ đó cho rằng những hành động cao cả sẽ được đền đáp, còn những hành động xấu xa thì bị trừng phạt. Nói cách khác, nguỵ biện này là xu hướng quy kết hệ quả hoặc hệ quả kỳ vọng là sự kiện tất yếu gây ra bởi lực phổ quát (thứ đảm bảo sự cân bằng về đạo đức) hoặc tính kế thừa phổ quát của cấu trúc sự vật (thứ liên kết hành vi và hệ quả). Niềm tin này thường ngầm khẳng định sự tồn tại của công lý vũ trụ, định mệnh, nhiếp lý thần thánh, xứng đáng (triết học), cân bằng (siêu hình) và/hoặc trật tự, cũng như đi với nhiều kiểu ngụy biện bản chất - đặc biệt là khi hợp lý hoá những đau khổ của con người, cho rằng chúng tất yếu sẽ xảy ra vì họ "xứng đáng".
Giả thuyết về thế giới công bằng xuất hiện tương đối phổ biến dưới nhiều hình thức diễn đạt khác nhau, nhưng có chung hàm ý rằng những điều xấu tương ứng với hành vi chắc chắn sẽ xảy đến, ví dụ như "của thiên trả địa", "đời cha ăn mặn đời con khát nước", "gậy ông đập lưng ông", "nhân quả đấy", "gieo gió ắt gặt bão", "do ăn ở cả thôi"... Công trình nghiên cứu đầu những năm 1960 về niềm tin vào một thế giới công bằng của Melvin J. Lerner đã đặt nền móng cho các nghiên cứu rộng hơn sau này của các nhà tâm lý học xã hội. Sau đó, nhiều nghiên cứu khác kiểm tra khả năng đoán trước của thuyết này trong những tình huống khác nhau ở nhiều nền văn hóa, đồng thời làm rõ và mở rộng hiểu biết lý thuyết về niềm tin thế giới công bằng.

## Khởi nguồn
Từ sau khi nhà triết học Pyrrhon Sextus Empiricus phản đối niềm tin thế giới công bằng vào khoảng năm 180, nhiều nhà triết học và lý thuyết xã hội học khác đã chứng kiến và thừa nhận hiện tượng niềm tin này. Giữa thế kỷ XIX, giả thuyết thế giới công bằng đã trở thành trọng tâm nghiên cứu của ngành tâm lý học xã hội nhờ công trình của Lerner. Trong đạo đức học Aristotle, "công lý" là nguyên tắc của mọi trí huệ - ý thức đạo đức sâu bên trong bản chất của loài động vật xã hội lý tính: con người.

### Melvin Lerner
Vì ngành tâm lý học xã hội khi đó chỉ thường nghiên cứu về các tương tác xã hội tiêu cực, Lerner đã chuyển sang nghiên cứu niềm tin công lý và thuyết thế giới công bằng. Ông coi công trình này là phiên bản mở rộng của thí nghiệm phục tùng Milgram và mong muốn tìm hiểu vì sao các chế độ tàn ác gây ra đau khổ lại có được sự ủng hộ của dân chúng, và do đâu mọi người lại chấp nhận các chuẩn mực và luật lệ đó.
Trong suốt quá trình nghiên cứu, Lerner nhiều lần bị ảnh hưởng bởi xu hướng đổ lỗi cho nạn nhân của những người ngoài cuộc. Khi còn thực tập tâm lý lâm sàng, ông đã được quan sát các bác sĩ đồng nghiệp điều trị bệnh nhân tâm thần. Theo Lerner, những bác sĩ này là những người tốt, có học thức, nhưng lại thường cho rằng bệnh nhân đau khổ là do họ. Lerner cũng rất ngạc nhiên khi nghe các học sinh giễu cợt người nghèo, nhưng dường như không hề biết đến khái niệm bạo lực hệ thống - thứ gây ra vấn nạn. Trong một nghiên cứu về phần thưởng, ông cho các đối tượng thấy cảnh hai người đàn ông thực hiện các câu đố trí tuệ, rồi chọn một trong hai người đó để thưởng tiền. Những người quan sát đã nhận định người được thưởng thông minh hơn, hoặc có tài năng hơn người kia, dù đã được thông báo rõ ràng rằng người nhận đã được chọn một cách hoàn toàn ngẫu nhiên. Các lý thuyết tâm lý xã hội khi đó, gồm cả thuyết bất hòa nhận thức, không thể giải thích đầy đủ những hiện tượng này. Vì muốn hiểu được nguyên nhân, Lerner tiến hành những thí nghiệm đầu tiên về khái niệm giả thuyết thế giới công bằng.

## Bằng chứng ban đầu
Năm 1966, Lerner và đồng nghiệp tiến hành một số thí nghiệm sử dụng sốc điện để quan sát phản ứng của các đối tượng thí nghiệm với nạn nhân hóa. Trong thí nghiệm đầu tiên tại Đại học Kansas, 72 đối tượng nữ đã được cho xem cảnh một người khác bị điện giật trong những điều kiện khác nhau. Ban đầu, họ cảm thấy khó chịu khi phải thấy nạn nhân đau khổ; nhưng lâu dần, vì không thể can thiệp, họ bắt đầu hạ thấp nhân phẩm của nạn nhân. Càng quan sát lâu, họ càng chỉ trích nạn nhân nặng nề hơn. Tuy nhiên, họ sẽ không làm vậy nếu được cho biết nạn nhân sẽ nhận khoản tiền bồi thường tương xứng với mức độ đau đớn. Trong các thí nghiệm sau, cả Lerner cùng cộng sự của ông và những nhà nghiên cứu khác đều thu được kết quả tương tự.

## Học thuyết
Lerner giải thích phát hiện của các nghiên cứu trên bằng giả thuyết có một niềm tin phổ biến vào thế giới công bằng. Trong một thế giới công bằng, người ta có thể đoán trước được hệ quả tương ứng của hành vi và điều kiện, hay hành vi hoặc tính cách của các cá nhân. Vai trò xã hội của những điều kiện cụ thể (tương ứng với hệ quả nhất định) được xác định bằng chuẩn mực và hệ tư tưởng. Lerner cho rằng niềm tin thế giới công bằng hoạt động khá hiệu quả: nó duy trì ý niệm rằng người ta có thể đoán trước được những ảnh hưởng của họ với thế giới. Niềm tin này đóng vai trò "hợp đồng" về hệ quả của hành vi giữa con người với thế giới. Vì vậy, họ tạo lập kế hoạch cho tương lai và thực hiện những hành vi có mục đích và hiệu quả. Năm 1980, Lerner tổng hợp những phát hiện và lý thuyết của ông trong chuyên khảo Niềm tin thế giới công bằng: Một ảo tưởng cơ bản.
Lerner cho rằng niềm tin thế giới công bằng có vai trò rất quan trọng trong việc tự duy trì hạnh phúc. Tuy nhiên, hàng ngày người ta phải đối mặt với vô số bằng chứng cho thấy thế giới không hề công bằng: những đau khổ của họ không có nguyên nhân rõ ràng. Theo ông, họ sẽ sử dụng các phản ứng, hợp lý hoặc không hợp lý, để loại bỏ những gì có thể đe doạ niềm tin thế giới công bằng của họ. Những cách hợp lý gồm chấp nhận thực tế, cố gắng ngăn chặn bất công hoặc hoàn trả cảm xúc, tự chấp nhận sự hạn chế của bản thân; còn những cách phi lý có từ chối tin, đầu hàng và lý giải (hay tự hợp lý hóa) sự kiện.
Kết quả, nguyên nhân và/hoặc tính cách có thể bị tái diễn giải để trở nên phù hợp với niềm tin thế giới công bằng. Nếu phải quan sát những người vô tội đau khổ và bị đối xử bất công, người quan sát có thể tái sắp xếp nhận thức về sự kiện bằng cách giải thích nạn nhân đáng bị như vậy. Cụ thể hơn, họ sẽ đổ lỗi cho nạn nhân vì các hành vi và/hoặc tính cách. Trọng tâm của nhiều nghiên cứu tâm lý về niềm tin thế giới công bằng là phân tích các hiện tượng xã hội tiêu cực như đổ lỗi và sỉ nhục nạn nhân trong các bối cảnh khác nhau.
Một tác dụng phụ của lối tư duy này là người ta sẽ ít bị tổn thương hơn, vì họ không tin rằng các hành vi trước đó của họ sẽ dẫn đến những kết quả tiêu cực. Điều này có liên quan đến khái niệm thiên kiến tự đề cao của tâm lý học xã hội.
Nhiều nhà nghiên cứu coi niềm tin thế giới công bằng là một ví dụ của quy kết nhân quả. Những người đổ lỗi cho nạn nhân đã quy kết nguyên nhân của sự việc cho chính cá nhân, dù đáng lẽ là tình huống. Do đó, có thể giải thích, hoặc liên hệ niềm tin này với những dạng thức quy kết nhân quả cụ thể.

## Các hướng giải thích khác

### Phán đoán thuần túy
Người ta cũng đề xuất những lời giải thích khác cho việc sỉ nhục nạn nhân. Một trong số đó cho rằng hiệu ứng chỉ trích này hình thành từ những nhận định chính xác về tính cách nạn nhân. So với công trình lúc đầu của Lerner, một số người đã cho rằng việc những người đứng ngoài chỉ trích nạn nhân là hợp lý, vì họ chấp nhận bị sốc điện mà không có lý do. Một nghiên cứu sau đó (cũng của Lerner) đã phản bác giả thuyết này bằng cách cho thấy chỉ khi thực sự đau khổ, họ mới bị chỉ trích. Số chấp nhận nhưng lại không phải chịu đựng sẽ được nhìn nhận tích cực hơn.

### Giảm cảm giác tội lỗi
Khi giả thuyết thế giới công bằng mới bắt đầu phát triển, người ta giải thích rằng những người quan sát chỉ trích nạn nhân để tự họ bớt cảm thấy tội lỗi. Vì những người này biết mình đang tham gia vào tình huống đó, họ sẽ cảm thấy phải chịu trách nhiệm (hoặc tội lỗi) cho sự đau khổ của nạn nhân. Vì không muốn chịu đựng cảm giác này, họ sẽ chỉ trích nạn nhân. Lerner và các cộng sự của ông cho rằng hướng giải thích này chưa có bằng chứng xác thực cụ thể. Một nghiên cứu sau đó của họ đã cho thấy nạn nhân vẫn bị nhóm quan sát hoàn toàn độc lập chỉ trích, dù những người này không tham gia vào thí nghiệm và không có lý do gì để cảm thấy tội lỗi.

### Giảm cảm giác khó chịu
Những người ngoài cuộc chỉ trích nạn nhân (và phản ứng theo các cách khác) có thể chỉ để giảm bớt sự khó chịu hình thành sau khi phải chứng kiến nỗi đau của người khác. Nói cách khác, động lực lớn nhất dẫn đến hành vi không phải vì muốn khôi phục niềm tin thế giới công bằng, mà là để giảm bớt sự khó chịu do đồng cảm gây ra. Các nghiên cứu cho thấy:
- Những người quan sát chỉ trích nạn nhân không có nghĩa họ sẽ không giúp đỡ;
- Sự đồng cảm có vai trò khá quan trọng trong việc đổ lỗi.

Theo Ervin Staub, nếu khôi phục niềm tin thế giới công bằng là động cơ chính, sỉ nhục nạn nhân sẽ khiến họ được hoàn trả cảm xúc ít hơn, nhưng dù sự hoàn trả xảy ra trước hay sau khi sỉ nhục, lượng cảm xúc hoàn lại cũng gần như không chênh lệch. Bệnh nhân cách có mối liên hệ với việc thiếu các phản ứng duy trì thế giới công bằng; nguyên nhân có lẽ là do các phản ứng cảm xúc bị kìm hãm và không được đồng cảm.

## Bằng chứng bổ sung
Sau chuỗi thí nghiệm nền móng của Lerner, các nhà nghiên cứu khác đã thu được kết quả tương tự ở nhiều tình huống nạn nhân hoá con người. Từ 1970 đến nay, công trình này đã khảo sát cách người ngoài phản ứng với nạn nhân tai nạn giao thông, hiếp dâm, bạo lực gia đình, bệnh tật và nghèo đói. Nhìn chung, họ có xu hướng vừa chê bai, vừa quy kết trách nhiệm về nỗi khổ cho chính nạn nhân. Do đó, họ sẽ duy trì niềm tin bằng cách thay đổi nhận thức về tính cách của nạn nhân.
Đầu những năm 1970, hai nhà tâm lý học xã hội Zick Rubin và Letitia Anne Peplau đã phát triển một phương pháp đo mức độ tin tưởng vào thế giới công bằng. Sau khi phương pháp này và biến thể sửa đổi của nó được xuất bản năm 1975, hầu hết các nghiên cứu tiếp theo đều dùng thang đo này để so sánh niềm tin ở những đối tượng khác nhau.
Các nghiên cứu về nạn nhân bạo lực, bệnh tật, nghèo đói và những vấn nạn khác đã cho thấy những bằng chứng tương đồng chứng minh mối liên hệ giữa niềm tin thế giới công bằng của những người quan sát và xu hướng quy kết nỗi khổ cho nạn nhân. Sau đó, hiện tượng tâm lý nguỵ biện thế giới công bằng đã được chấp nhận rộng rãi.

### Bạo lực
Trong một thí nghiệm chưa hoàn thiện về niềm tin thế giới công bằng và vấn nạn cưỡng hiếp, Linda Carli và các cộng sự đã khảo sát cách người ngoài phản ứng với nạn nhân của hãm hiếp và bạo lực. Họ tường thuật cho hai nhóm đối tượng nghe một số tương tác giữa hai người, một đàn ông và một phụ nữ. Nhóm thứ nhất được nghe một kết thúc trung lập, còn nhóm thứ hai được biết ở cuối chuyện, gã đàn ông đã hãm hiếp người phụ nữ. Họ nghĩ việc hiếp dâm là không thể tránh khỏi, đổ lỗi cho người phụ nữ trong câu chuyện, và cho rằng nguyên nhân gây ra điều này chính là hành vi của cô (không phải tính cách). Các thí nghiệm tái diễn cũng thu được kết quả tương tự, dù một số biến thể sử dụng "kết thúc có hậu" (một lời cầu hôn) thay cho cảnh cưỡng hiếp.
Hiện tượng tương tự cũng diễn ra khi công chúng phán xét các nạn nhân của bạo lực gia đình. Một nghiên cứu cho thấy mức độ phán xét nạn nhân nữ bị bạo hành tỷ lệ thuận với sự thân thiết của mối quan hệ. Những người ngoài cuộc chỉ quy kết trách nhiệm cho thủ phạm khi hành vi bạo lực xảy ra quá rõ ràng - một người đàn ông đánh người quen.

### Bắt nạt
Một số nhà nghiên cứu sử dụng giả thuyết thế giới công bằng để hiểu được hành vi bắt nạt. Theo những nghiên cứu khác về niềm tin thế giới công bằng, người ngoài thường có xu hướng sỉ nhục và đổ lỗi cho các nạn nhân, nhưng sự thật hoàn toàn trái ngược: những người tin vào thế giới công bằng có thái độ chống bắt nạt mạnh mẽ hơn. Những nghiên cứu khác cũng chỉ ra sự tương quan giữa niềm tin thế giới công bằng và hành vi bắt nạt. Điều này phù hợp với phát hiện của Lerner: niềm tin thế giới công bằng có tác dụng như một "hợp đồng" điều chỉnh hành vi. Ngoài ra, nhiều bằng chứng khác cũng cho thấy niềm tin thế giới công bằng sẽ bảo vệ hạnh phúc của trẻ em trong môi trường học đường, như đã được chỉ ra đối với dân số nói chung.

### Bệnh tật
Các nhà nghiên cứu khác đã phát hiện ra rằng những người ngoài cuộc sẽ quy kết bệnh tật của ai đó là hệ quả từ hành vi của chính họ. Một thí nghiệm đã cho thấy những người mắc nhiều loại bệnh sẽ bị coi là không hấp dẫn bằng những người khỏe mạnh. So với số khoẻ mạnh hơn, các nạn nhân bị chỉ trích này thường là người bị khó tiêu, viêm phổi hoặc ung thư dạ dày. Chứng bệnh càng nặng, bệnh nhân càng bị chỉ trích, trừ những người ung thư. Niềm tin thế giới công bằng cũng tương quan với sự sỉ nhục các bệnh nhân AIDS.

### Nghèo đói
Gần đây, các chuyên gia đã tiến hành nhiều nghiên cứu để tìm hiểu cách mọi người nhìn vấn nạn nghèo đói thông qua giả thuyết thế giới công bằng. Niềm tin càng mạnh, họ càng dễ đổ lỗi cho chính những người nghèo. Số không tin thì cho rằng nghèo đói là hệ quả của các tác nhân ngoại vi, gồm hệ thống kinh tế thế giới, chiến tranh và bóc lột.

### Khi bản thân là nạn nhân
Một số nghiên cứu niềm tin thế giới công bằng đã tiến hành xem xét cách mọi người phản ứng khi chính họ là nạn nhân. Trong một bài báo, Tiến sĩ Ronnie Janoff-Bulman cho biết các nạn nhân hiếp dâm thường nghĩ chính hành vi của họ (không phải tính cách) đã khiến họ trở thành nạn nhân. Người ta giả thuyết rằng sự quy kết này xảy ra là vì việc đổ lỗi cho hành vi bản thân sẽ khiến sự kiện chính có vẻ có nhiều tính kiểm soát hơn.

## Tinh chỉnh
Những công trình đo mức độ tin tưởng sau này tập trung nhiều vào việc xác định những khía cạnh khác, từ đó phát triển thêm các nhận định mới về niềm tin thế giới công bằng và nghiên cứu bổ sung. Các thuyết liên quan với niềm tin thế giới công bằng gồm có niềm tin thế giới bất công, niềm tin công lý nội tại và tuyệt đối, kỳ vọng công lý và niềm tin rằng người nào đó có thể giảm thiểu bất công. Những nghiên cứu khác cho thấy người ta có thể có những niềm tin thế giới công bằng khác nhau với cá nhân, chính trị, xã hội... Trong đó, niềm tin thế giới công bằng cho bản thân (niềm tin riêng) và cho những người khác (niềm tin chung) có một sự khác biệt đáng kể. Những niềm tin khác biệt này cũng liên hệ với sức khỏe tinh thần tích cực theo nhiều cách khác nhau.

## Tương quan
Nhiều nhà nghiên cứu đã sử dụng thang đo tin tưởng để kiểm nghiệm các mối tương quan của niềm tin thế giới công bằng ở hai mức cao và thấp.
Một vài nghiên cứu khảo sát những liên hệ về tư tưởng đã phát hiện niềm tin thế giới công bằng có mối tương quan chính trị - xã hội với chủ nghĩa chuyên chế cánh hữu, luân lý của đạo Tin lành và một vài khía cạnh của tôn sùng.
Các nghiên cứu có phân biệt về nhân khẩu, kể cả giới tính và chủng tộc, cho thấy không có khác biệt nào mang tính hệ thống, nhưng phát hiện ra những chủng tộc khác nhau sẽ có mức tin khác nhau. Kết luận được đưa ra là người da đen và người Mỹ gốc Phi ít tin tưởng vào thế giới công bằng nhất.
Nhờ có sự phát triển của phép đo mức độ tin tưởng vào thế giới công bằng, các nhà nghiên cứu đã có thể so sánh và chỉ ra niềm tin được thể hiện rất rõ ràng giữa các nền văn hóa khác nhau. Một nghiên cứu khảo sát niềm tin này ở các sinh viên đến từ 12 quốc gia cho thấy niềm tin thế giới công bằng sẽ yếu hơn ở những nơi phần lớn người dân không có quyền lực. Kết quả này phù hợp với thuyết thế giới công bằng, bởi lẽ những kinh nghiệm cá nhân và xã hội của họ đã chứng minh thế giới không hề công bằng hay có thể đoán trước. 
Niềm tin thế giới bất công có liên quan đến gia tăng mức độ tự chấp, khả năng phạm tội, phòng vệ đối ứng, bực bội và rủi ro trong tương lai, cũng như giúp một số người bảo vệ cái tôi của họ, bằng cách biện minh cho  cho một số cá nhân bằng cách biện minh cho những hành vi không phù hợp.

## Những nghiên cứu hiện nay

### Tác động tích cực đến sức khỏe tâm thần
Dù phần lớn các nghiên cứu ban đầu về niềm tin tập trung vào hệ quả tiêu cực với xã hội, nhưng cũng có nghiên cứu khác cho thấy sự tin tưởng này là tốt, và thậm chí cần thiết cho sức khỏe tâm thần. Càng tin vào thế giới công bằng, người ta càng dễ hài lòng và hạnh phúc trong cuộc sống, cũng như ít có cảm xúc tiêu cực hơn. Các nhà nghiên cứu hiện vẫn đang khám phá lý do dẫn đến mối liên hệ này giữa niềm tin thế giới công bằng và sức khỏe tâm thần. Một giả thuyết cho rằng niềm tin này đóng vai trò một nguồn lực cá nhân hoặc phản ứng đối phó, giúp con người giảm căng thẳng trong cuộc sống thường ngày hoặc khi chứng kiến các sự kiện có thể gây thương tổn. Nói cách khác, niềm tin thế giới công bằng là một loại ảo tưởng tích cực. Những nghiên cứu gần đây cũng cho rằng niềm tin thế giới công bằng sẽ có thể giải thích mối liên hệ thống kê giữa sức khoẻ tinh thần và tín ngưỡng/tâm linh.
Một số nghiên cứu cũng chỉ ra rằng niềm tin thế giới công bằng có mối tương quan với điểm kiểm soát nội tại. Càng tin tưởng vào thế giới công bằng, người ta càng dễ chấp nhận và ít bất mãn hơn với những sự kiện tiêu cực trong cuộc sống. Đây có thể là một trong số nhiều cách mà niềm tin này ảnh hưởng đến sức khỏe tâm thần. Những nghiên cứu khác cho thấy chỉ niềm tin thế giới công bằng của bản thân mới có ảnh hưởng này, còn niềm tin cho người khác lại liên quan đến những hiện tượng xã hội tiêu cực như đổ lỗi hoặc sỉ nhục nạn nhân trong kết quả của các nghiên cứu khác.

### Các nghiên cứu quốc tế
Hơn 40 năm sau công trình của Lerner, nhiều nghiên cứu về hiện tượng này vẫn được tiến hành, chủ yếu ở Hoa Kỳ và ba châu lục Âu, Úc, Á. Gần đây, những đóng góp to lớn của các nhà nghiên cứu người Đức đã góp phần hình thành tác phẩm Những câu trả lời cho nạn nhân và niềm tin vào một thế giới công bằng (1998), do Leo Montada (người Đức) và Lerner đồng biên tập.